# Maria (canção de Dominó)
"Maria" é uma canção do grupo de música pop brasileiro Dominó, incluída em seu álbum autointitulado de 1990. A faixa foi lançada como primeiro single, após "Dono de Mim", de 1988, do álbum Dominó de 1988.
A canção é uma versão de "Maria" do cantor cubano Franco, cuja letra é de Marcelo Molina, Gustavo Márquez e Teddy Jauren. Ela fez parte do álbum Definitivo, lançado em 1988 e foi lançada como seu primeiro single, no mesmo ano. A música tornou-se um sucesso, sobretudo nos Estados Unidos. Na parada de sucessos Hot Latin Songs atingiu a primeira posição em 3 de setembro de 1988, permanecendo um total de 23 semanas na tabela. Terminou 1988 como o quarto single de melhor desempenho do ano. A música recebeu uma indicação ao Premio Lo Nuestro na categoria de "Canção Pop do Ano", em 1989.
A versão em português do Dominó foi feita pelo cantor e compositor Biafra e por Aloysio Reis. Trata-se do primeiro lançamento do grupo enquanto um trio, já que o integrante Nill tinha acabado de sair do grupo para seguir carreira solo.
Como forma de divulgação, foi feito videoclipe. Segundo o jornal Tribuna da Imprensa, a primeira tentativa de gravação foi cancelada, pois o grupo iria se apresentar no México.
Segundo o Jornal dos Sports e o Correio Braziliense, a música foi bastante executada nas rádios brasileiras. Na parada de sucessos da Rádio Baré, publicada pelo Jornal do Commercio, estreou e obteve pico na posição de número 9.
A música entrou para a trilha sonora do programa Milk Shake, exibido pela Rede Manchete e apresentado por Angélica. A gravadora Som Livre a incluiu na coletânea Festinha Dançante, que incluía canções infantojuvenis de sucesso.

## Lista de faixas
- Créditos adaptados do single de "Maria".[15]

### Single 12"
Lado A
| N.º | Título  | Compositor(es)                                                                 | Duração |  |
| 1.  | "Maria" | Marcelo Molina, Gustavo Márquez, Teddy Jaurén, versão de Biafra , Aloysio Reis |         |  |

Lado B
| N.º | Título  | Compositor(es)                                                                 | Duração |  |
| 1.  | "Maria" | Marcelo Molina, Gustavo Márquez, Teddy Jaurén, versão de Biafra , Aloysio Reis |         |  |

## Tabelas
| Tabela musical (1988)        | Melhor posição |
| ---------------------------- | -------------- |
| Brasil (Jornal do Commercio) | 9              |

| Tabela musical (1988)                      | Melhor posição |
| ------------------------------------------ | -------------- |
| Estados Unidos (Billboard Hot Latin Songs) | 1              |

| Tabela musical (1988)                      | Posição |
| ------------------------------------------ | ------- |
| Estados Unidos (Billboard Hot Latin Songs) | 4       |